# باشگاه فوتسال پوشینه‌بافت قزوین
باشگاه پوشینه بافت قزوین که تنها در رشته ورزشی فوتسال فعالیت داشت توانست در سال ۱۳۸۶ به لیگ برتر فوتسال ایران راه بیابد.

## سوابق حضور
با شگاه فلامینگو در دوره اول حضور خود در آخرین روز پس از پیروزی مقابل تیم راه ساری توانست خود را در لیگ برتر نگه دارد.

## فروش امتیاز باشگاه
باشگاه پوشینه بدلیل عدم توانایی در پرداخت هزینه‌ها یکسال پس از حضور خود در لیگ برتر امتیاز با شگاه را به پوشینه بافت فروخته و نام باشگاه از این پس به پوشینه بافت تغییر نمود.